# Ostrów (rejon hancewicki)
Ostrów (biał. Востраў; ros. Остров) – agromiasteczko na Białorusi, w obwodzie brzeskim, w rejonie hancewickim, w sielsowiecie Nacz.
W dwudziestoleciu międzywojennym leżał w Polsce, w województwie poleskim, w powiecie łuninieckim, gminie Kruhowicze.